# Dirk Loomans
Dirk Loomans (* 1966) ist ein deutscher Wirtschaftsinformatiker. Er ist seit 2011 Professor für Wirtschaftsinformatik im Fachbereich Wirtschaft der Hochschule Mainz (Rheinland-Pfalz) und Vorstand der Loomans & Matz AG, einem Beratungshaus für Informationssicherheit, Datenschutz und Betriebliches Kontinuitätsmanagement.

## Leben
Loomans studierte in Bayreuth Physik mit Nebenfach Informatik und promovierte 1997 an der Albert-Ludwigs-Universität Freiburg in theoretischer Polymerphysik. Nach einer Tätigkeit als Entwicklungsingenieur bei Siemens im Bereich Halbleiter, übernahm er die Rolle des Leiters für Informationssicherheit bei Infineon Technologies. Nach der Position eines Geschäftsführers eines Infineon Entwicklungspartners, gründete er 2001 in Mainz sein eigenes Unternehmen. Im Jahre 2005 wurde die Loomans & Matz AG ins Leben gerufen. Als Beratungshaus im Bereich Informationssicherheit, Datenschutz und Business Continuity ist das Unternehmen inzwischen national und international aktiv. Seit 2006 als Lehrbeauftragter an der Fachhochschule Mainz tätig, übernahm Loomans zum September 2011 eine Professur für Wirtschaftsinformatik im Fachbereich Wirtschaft. Zusätzlich leitet er Seminare der TÜV Rheinland Akademie zum Themenbereich Informationssicherheit und arbeitet aktiv im Information Security Forum (ISF) mit. Seit 2014 ist er darüber hinaus Gutachter  für die Europäische Kommission im EU-Rahmenprogramm für Forschung und Innovation, Horizon 2020.

## Politik
2010 bewarb er sich mit Unterstützung der CDU und der ödp um das Amt als hauptamtlicher Beigeordneter des Dezernats für Wirtschaft, Stadtentwicklung, Liegenschaften und Ordnungswesen (Dez III) der Stadt Mainz. Er unterlag jedoch dem Kandidaten der Ampelkoalition Christopher Sitte.

## Publikationen
- Der sichere PC - Nicht nur ein Traum. In: LanLine. 4/2001.
- Advanced Network Security - How cryptographic techniques support business. In: Secure. 2/2001, S. 47–50.
- IP-Netze als Büchse der Pandora? - Datenkommunikation zwischen Komfort und Sicherheit. In: Kommunikation und Recht. Band 9, 2001, S. 461–463.
- Kommunikationssicherheit in IP-Netzen. In: Net-Sitkom Konferenzband. 2001.
- Information Risk Scorecard macht Unsicherheitskosten transparent. In: Praxis der Wirtschaftsinformatik. HMD 236, April 2004.
- Cloud Computing im Lichte einer Bundesbehörde. BSI-Grundschutz in der Wolke. In: IT-Sicherheit. 5/2010, S. 45–47.
- mit Manuela Matz und Marco Wichtermann: Anforderungen an ein Datenschutz Managementsystem. 2010.
- mit M. Matz: Sicherheit ist eine Führungsaufgabe. In: IT-Sicherheit. 9/2010.
- mit Micha-Klaus Müller: Informationssicherheitsrisiken unter Kontrolle. In drei Schritten zum erfolgreichen Security Management. In: IT-Sicherheit. 6/2011, S. 46–47.
- IT-Sicherheit – Der Blick auf 2014. In: A. Mehler-Bicher, L. Steiger (Hrsg.): Trends in der IT. 2012, S. 126–133.
- Gefahren digitaler Politikvermittlung. Zwischen Shopping Mall und Basar. In: M. Friedrichsen, R. A. Kohn (Hrsg.): Digitale Politikvermittlung. Chancen und Risiken interaktiver Medien. 2013, S. 427–440.
- mit Manuela Matz und Michael Wiedemann: Praxisleitfaden zur Implementierung eines Datenschutzmanagementsystems. Ein risikobasierter Ansatz für alle Unternehmensgrößen. Springer Vieweg Verlag, 2014, ISBN 978-3-658-02805-3.